# Born Into the Waves
Born Into the Waves è il dodicesimo album di inediti del gruppo musicale inglese And Also the Trees, pubblicato nel 2016.

## Tracce
1. Your guess
2. Hawksmoor and the savage
3. Winter sea
4. Seasons and the storms
5. The sleepers
6. Bridges
7. The bells of St. Christopher's
8. Naitō-Shinjuku
9. Boden
10. The skeins of love